# Communauté d’agglomération de Sénart
Die Communauté d’agglomération de Sénart ist ein ehemaliger französischer Gemeindeverband mit der Rechtsform einer Communauté d’agglomération im Département Seine-et-Marne in der Region Île-de-France. Sie wurde am 17. Juni 1984 gegründet und umfasste acht Gemeinden. Der Verwaltungssitz befand sich im Ort Lieusaint.

## Historische Entwicklung
Der Gemeindeverband wurde mehrfach umbenannt und hieß bis 2015 Syndicat d’agglomération nouvelle de Sénart-Ville Nouvelle. Danach wurde er in die Rechtsform einer Communauté d’agglomération erhoben und hieß seitdem Communauté d’agglomération de Sénart.
Am 1. Januar 2016 fusionierte der Gemeindeverband mit der Communauté d’agglomération Évry Centre Essonne, der Communauté d’agglomération de Seine-Essonne und der Communauté d’agglomération Sénart en Essonne und bildete so die neue Communauté d’agglomération Grand Paris Sud Seine-Essonne-Sénart.

## Mitgliedsgemeinden
1. Cesson
2. Combs-la-Ville
3. Lieusaint
4. Moissy-Cramayel
5. Nandy
6. Réau
7. Savigny-le-Temple
8. Vert-Saint-Denis